# Коллекционер (перформанс)
Коллекционер (перформанс) — интерактивная игра от проекта «Клаустрофобия», сочетающая в себя элементы театрализованого перформанса и популярной игры «квест в реальности», или иначе — эскейп-рум. В отличие от игр жанра эскейп, в перформансах присутствует минимум задач на решение головоломок, а главный акцент делается на возбуждении эмоций игроков и их переживаниях, а также на задействовании в игровом процессе живых актёров,.
Перформанс «Коллекционер» открылся в конце 2014 года и стал первой в Москве игровой локацией подобного формата. Игра была сделана по аналогии с нью-йоркским проектом Sleep No More, с адаптацией под российский менталитет. Это первый перформанс из серии «Клаустрофобия Перформанс», задуманной как цикл исследований, посвященных различным человеческим чувствам и состояниям. Главной темой «Коллекционера» был выбран страх.

## Игра
По легенде игрок или команда игроков (в перформансе могут принять участие от 1 до 4 человек) оказываются запертыми в доме маньяка-людоеда, одержимого собирательством «редких экземпляров». Среди игровых помещений общей сложность 200 м² задействованы кухня, коридор, спальня и ещё несколько комнат, сделанных в натуральную величину и с максимальной детализацией предметов интерьера: на кухне есть еда, посуда и оборудование, в санузле сырой тёплый воздух и протекает душ, в спальне стоит телевизор, по которому транслируют новостной выпуск про маньяка. Некоторые помещения забрызганы искусственной кровью, присутствуют запахи сырого мяса.
Перед началом перформанса участникам предлагают надеть специальные спортивные костюмы, чтобы не испачкаться. После этого игрокам накидывают мешок на голову и проводят в игровое помещение. Дальше сценарий перформанса становится непредсказуем, так как он напрямую зависит от поведения игроков, их психологического состояния и реакции на обстоятельства, смодулированные актёром. Например, открывать все двери далеко не обязательно, некоторые возможно открыть, лишь покопавшись в ведре с потрохами, а другие двери нужно будет закрывать, спасаясь от играющего роль маньяка актёра. Участники перформанса свободны в своих действиях, запрещено лишь применение грубой физической силы.
Чтобы пройти перформанс, игрокам необходимо выбраться из «логова маньяка» за 60 минут.